# Molekularna evolucija
Molekularna evolucija, promjena u sekvencijskoj kompoziciji staničnih molekula poput DNA, RNA i proteina tijekom dugih razdoblja. Molekularna evolucija nastoji objasniti biološku promjenu na molekularnoj i staničnoj razini rabeći principe evolucijske biologije i populacijske genetike. Glavne teme u molekularnoj evoluciji zabrinute se o stopama i utjecajima promjene pojedinačnog nukleotida, neutralnoj evoluciji nasuprot prirodnoj selekciji, porijeklu novih gena, genskoj naravi kompleksnih crta, genskoj osnovi specijacije, evoluciji razvoja i načinima na koje evolucijske sile utječu na genomske i fenotipske promjene. Molekularna evolucija je fundamentalna grana moderne biologije.
Predmet istraživanja moleularne evolucije je i nastanak je prvih živih bića iz predbioloških molekula i njihova daljnja evolucija, a koristi se strukturnom srodnošću makromolekula u danas živućim vrstama. Budući da je sveukupna informacija o ustrojstvu živih bića zapisana u genomu, biološka evolucija sadržana je u potpunosti u evoluciji genoma gdje se varijabilnost populacije zasniva na slučajnoj varijabilnosti genoma (mutacija). Prirodna se pak selekcija zbiva samo na razini produkata gena pa filogenetsku srodnost pokazuju zato sveukupni genomi, geni unutar tih genoma te produkti gena – bjelančevine. Upravo analiza redoslijeda nukleotida u DNK pruža potpunu informaciju o sličnostima i razlikama među genima. Premda se sve mutacije zbivaju jednakom učestalošću, geni i njihovi produkti ne evoluiraju jednako brzo, jer preživljavaju samo prihvatljive promjene. Jedinično evolucijsko vrijeme je vrijeme potrebno da se promijeni 1% aminokiselina u nekoj bjelančevini; kod eukariota ono može biti od milijun do čak 600 milijuna godina. Tako se histoni graška H4 i krave (vrste koje su se odvojile prije više od milijardu godina) razlikuju samo u dvije aminokiseline. S druge strane, strukture citokroma c i brojnih drugih gena ili produkata gena omogućuju da se prvi put u povijesti konstruiraju filogenetska stabla na osnovi kvantitativnih podataka a ne slobodne procjene.
Evolucija genoma svakako uključuje porast količine genetičke informacije. Genomi najjednostavnijih danas živućih samostalnih organizama sadrže oko milijun parova nukleotida, a genomi sisavaca oko tri milijarde. Današnji genomi jasno pokazuju put evolucije gena: prvo je pri repliciranju nastala identična kopija nekoga gena, a zatim su se nizom mutacija dvije kopije razilazile u svojim strukturama (divergentna evolucija). U nekim slučajevima iz strukturno različitih pragena nastali su geni za bjelančevine srodnih funkcija (konvergentna evolucija).
Analiza genoma omogućuje klasifikaciju živoga svijeta u tri velike domene: Archaea, Bacteria i Eucarya. Ona se međusobno razlikuju u sustavu za prevođenje genetičke informacije s nukleinskih kiselina na bjelančevine, što očigledno pokazuje na njihovo razdvajanje u najranijoj fazi evolucije.

## Sile u molekularnoj evoluciji
Sadržaj i struktura genoma produkt je molekularnih i populacijskih genetičkih sila koje djeluju na genom. Inovativne genske varijante nastat će mutacijom i širit će se i održavati u populacijama zbog genskog drifta ili prirodne selekcije.

## Više informacija
| - povijest molekularne evolucije - abiogeneza - evolucija - genski drift - eksperiment dugoročne evolucije E. coli - evolucijska fiziologija | - genomska organizacija - heterotahija - vodoravni transfer gena - evolucija čovjeka - evolucija dijetetnih antioksidansa - molekularna ura | - komparativna filogenija - neutralna teorija molekularne evolucije - nukleotidna raznolikost - parsimonija - populacijska genetika - selekcija |

## Preporučena literatura
- Li, W.-H. 2006. Molecular Evolution. Sinauer. ISBN 0-87893-480-4
- Lynch, M. 2007. The Origins of Genome Architecture. Sinauer. ISBN 0-87893-484-7
- A. Meyer (Editor), Y. van de Peer, "Genome Evolution: Gene and Genome Duplications and the Origin of Novel Gene Functions", 2003, ISBN 978-1-4020-1021-7
- T. Ryan Gregory, "The Evolution of the Genome", 2004, YSBN 978-0123014634